# Токес
Токес (гал. Toques, ісп. Toques) — муніципалітет в Іспанії, у складі автономної спільноти Галісія, у провінції Ла-Корунья. Населення — 1405 осіб (2009).
Муніципалітет розташований на відстані близько 456 км на північний захід від Мадрида, 54 км на південний схід від Ла-Коруньї.

## Демографія
Динаміка населення (INE ):

## Галерея зображень

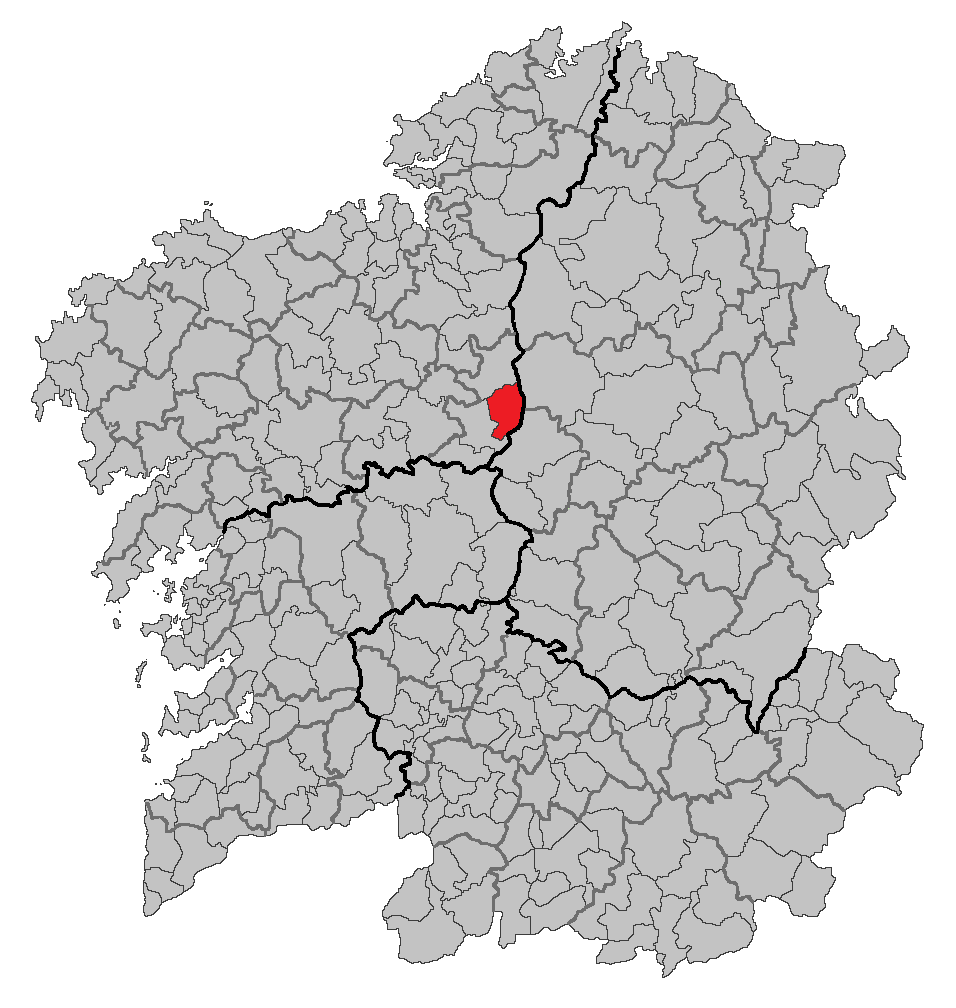
Розташування муніципалітету